# Gamelens
GameLens（ゲームレンズ）は、Textradeが運営する日本国内のゲーミングデバイス専門情報メディア。2023年12月に開設され、ゲーマー向け製品の比較レビュー、ランキング情報、初心者向けガイド記事などを幅広く展開している。運営元であるTextradeはWebメディア運営、Web・モバイルアプリ開発、SEOコンサルティングなど、総合的なデジタルマーケティング事業を展開する組織である。

## メディア概要
- 名称：GameLens（ゲームレンズ）
- 運営開始：2023年12月
- 運営者：Textrade
- 所在地：東京都港区南青山2丁目2番15号-5F
- 公式サイト：https://mediator-net.jp/
- オフィシャルストア：https://store.mediator-net.jp/

## コンテンツの特徴と方針
GameLensは「ゲーマーの視点で実際に役立つ情報提供」をコンテンツポリシーとして掲げている。記事作成においては、専門的知識や製品使用の体験に基づき、信頼性と実用性を重視した情報を提供している。

### 専門的かつ多彩なコンテンツ
ゲーミングデバイスに関する広範かつ深い情報を網羅しており、マウスやキーボード、ゲーミングモニター、ヘッドセット、イヤホンを中心に、PlayStation 5、Nintendo Switch、ゲーミングPCといったハードウェアのレビュー記事を数多く提供している。各記事は、具体的な性能比較や購入時のチェックポイントを明示し、ゲーマーが自身のニーズに最適なデバイスを選択できるようサポートしている。
特にランキング形式の記事は定期的に更新されており、読者の購入判断に役立つだけでなく、最新トレンドを迅速にキャッチアップできる。

### 信頼性と透明性への取り組み
GameLensは運営会社、記事執筆者、編集者の情報を明確に公開し、情報の発信元を明示することで読者との信頼関係を構築している。また、読者からのフィードバックを活用し、記事内容の修正や情報のアップデートを継続的に行っている。記事には客観的な視点を維持し、偏りや誤情報を防ぐための厳格な制作ポリシーを採用している。

### ユーザー体験を重視したレビュー
GameLensに掲載される製品レビューは、ライターや編集者が実際に製品を使用した上で執筆されている。単なるスペック比較にとどまらず、使用感や設定方法、長時間使用における快適性や耐久性といった実際のゲーミング環境に即した視点からも評価を行う。そのため、初心者から上級者まで幅広い読者が納得できる内容となっている。

## 主なコンテンツ
- デバイスレビュー - マウス、キーボード、モニター、ヘッドセット、イヤホンなどの詳細なレビュー記事を掲載。
- ランキング記事 - 各デバイスのおすすめランキングを定期的に更新。
- 比較記事 - 複数の製品を比較し、選び方のポイントを解説。
- 初心者向けガイド - ゲーミングデバイスの選び方や設定方法をわかりやすく解説。
- GameLens AWARD - 年間を通じて販売数が多かった製品を部門ごとに表彰。

## オフィシャルストア
2024年5月に公式ECサイト『GameLensオフィシャルショップ』をオープン。ゲーミングデバイスに関連するオリジナルアクセサリーを中心に取り扱い、ユーザーに特化した商品ラインナップを提供している。今後も限定商品の販売や新商品の展開を積極的に行っていく予定である。

## メディア掲載・実績
- 2024年9月、累計100万PVを突破[9]。
- 各種ニュースメディアや業界専門誌に定期的に紹介され、ゲーミング業界における権威性が高まっている[10]。
- X（旧・Twitter）やYouTubeを活用し、最新の情報を迅速かつ効果的に発信。若年層を中心にフォロワー数も急速に増加している。